# Santos Laciar
Santos Laciar est un boxeur argentin né le 31 janvier 1959 à Huinca Renancó.

## Carrière
Passé professionnel en 1976, il devient champion d'Argentine puis d'Amérique du Sud des poids mouches en 1980 et champion du monde WBA de la catégorie le 28 mars 1981 après sa victoire contre Peter Mathebula. Battu lors du combat suivant par Luis Ibarra le 6 juin 1981, il remporte à nouveau cette ceinture face à Juan Herrera le 1er mai 1982 et la conserve jusqu'au 6 mai 1985 en la laissant vacante pour poursuivre sa carrière en super-mouches.
Le 16 mai 1987, Laciar bat à Reims le mexicain Gilberto Román au 11e round et s'empare du titre de champion du monde des poids super-mouches WBC. Il le perd dès le combat suivant face à Sugar Baby Rojas le 8 août 1987 et met un terme à sa carrière de boxeur en 1990 sur un bilan de 79 victoires, 10 défaites et 11 matchs nuls.